# Tetraclipeoides fimbripes
Tetraclipeoides fimbripes är en skalbaggsart som beskrevs av Brown 1928. Tetraclipeoides fimbripes ingår i släktet Tetraclipeoides och familjen Aphodiidae. Inga underarter finns listade i Catalogue of Life.